# رباط علاقبند
رباط علاقبند مربوط به دوره تیموریان - دوره صفوی - دوره قاجار است و در شهرستان مشهد، روستای بزوشگ واقع شده و این اثر در تاریخ ۸ مرداد ۱۳۸۱ با شمارهٔ ثبت ۵۹۰۳ به‌عنوان یکی از آثار ملی ایران به ثبت رسیده است.